# Kantonale Volksabstimmung «Kredit für die Planung eines Tiefbahnhofs in Luzern»
Die Kantonale Volksabstimmung «Kredit für die Planung eines Tiefbahnhofs in Luzern» war eine Volksabstimmung im Schweizer Kanton Luzern, die am 29. November 2009 stattfand. Inhalt der Abstimmung war die Bewilligung eines Kredits zur Planung eines Tiefbahnhofs im Bahnhof Luzern.

## Hintergründe und Inhalt
Sowohl der Bahnhof Luzern wie auch die Zufahrt waren zum Zeitpunkt der Volksabstimmung mit 850 täglichen Zügen an ihren Kapazitätsgrenzen angelangt. Eine Prognose der SBB zeiget, dass bis zum Jahr 2030 mit rund 40 % mehr Fahrgästen zu rechnen sei. Ebenfalls wurden von den SBB vier Lösungsvorschläge erarbeitet, worin einer davon einen Tiefbahnhof unterhalb des jetzigen Bahnhofs als beste Variante hervorhob. Damit das Projekt eine Chance hat, vom Bund in das Bahn 2030-Programm mit aufgenommen zu werden, ist ein Vorprojekt zur Detailausarbeitung nötig. Die Kosten für dieses Vorprojekt liegen bei 20 Millionen Franken, worüber der Kanton Luzern in der Volksabstimmung seine Stimme abgab.

## Abstimmungsergebnis
Die Wahlbeteiligung lag mit etwa 53 % in allen Luzernern Ämtern gleichauf. Mit 78,25 % erreichte das Amt Luzern den höchsten und das Amt Entlebuch mit 63,08 % den tiefsten Ja-Stimmen-Anteil. Somit wurde die Abstimmungen mit einem Total von 74,64 % von allen fünf Ämtern angenommen.
| Amt       | Stimmbeteiligung | Ja (Anzahl) | Nein (Anzahl) | Ja (Prozent) | Nein (Prozent) | Annahme |
| --------- | ---------------- | ----------- | ------------- | ------------ | -------------- | ------- |
| Entlebuch | 53,06 %          | 4'380       | 2'564         | 63,08 %      | 36,92 %        | Ja      |
| Hochdorf  | 52,00 %          | 15'731      | 5'660         | 73,54 %      | 26,46 %        | Ja      |
| Luzern    | 52,17 %          | 46'010      | 12'787        | 78,25 %      | 21,75 %        | Ja      |
| Sursee    | 53,59 %          | 18'552      | 6'358         | 74,48 %      | 26,52 %        | Ja      |
| Willisau  | 52,83 %          | 11'828      | 5'426         | 68,55 %      | 31,45 %        | Ja      |
| Total (5) | 52,55 %          | 96'501      | 32'795        | 74,64 %      | 25,36 %        | Ja      |